# Charlie Burchill
Charlie Steve Burchill (Glasgow, 27 novembre 1959) è un chitarrista, polistrumentista e compositore britannico, principalmente noto per essere il fondatore, assieme a Jim Kerr, del complesso dei Simple Minds.

## Biografia
Charlie dedicò tutta la sua attenzione alla chitarra sin dall'età di 7 anni. A scuola si annoiava, ma fu proprio lì che conobbe Jim Kerr, in seguito frontman dei Simple Minds. I due condivisero l'idea di formare una band nel 1976, ma riuscirono subito a trovare la strada per il successo.
Nel 1979 pubblicò l'album Life in a Day, con il quale il complesso ottenne un contratto con la casa discografica Virgin.
Charlie negli anni tra il 1980 e il 1981 scrisse alcune canzoni che non registrò con la band (a causa di problemi familiari) per l'album Sister Feelings Call, il quale venne rifiutato dalla Virgin, che lo fece pubblicare insieme al nuovo album Sons and Fascination.
Negli album seguenti fino a Graffiti Soul, Charlie è da sempre l'ispiratore dei Simple Minds. È da far notare che inizialmente era ispirato lui stesso dal tastierista Mick MacNeil, che lasciò la band e con essa il suo successo, dopo l'album Street Fighting Years, considerato il migliore disco del complesso.
È appassionato tifoso calcistico del Celtic.